# Genus idiomaticum
Genus idiomaticum — термін, який використовувався ранніми протестантськими догматиками в христології. Щоб відповісти на питання: «Як Ісус Христос може бути одночасно і Богом, і людиною?», вона взяла на озброєння вчення про взаємодію (communicatio idiomatum), яке викладалося ще в ранній Церкві: Ісус Христос, як людина, має риси своєї божественної природи, а як Бог — риси своєї людської природи.